# Fibra

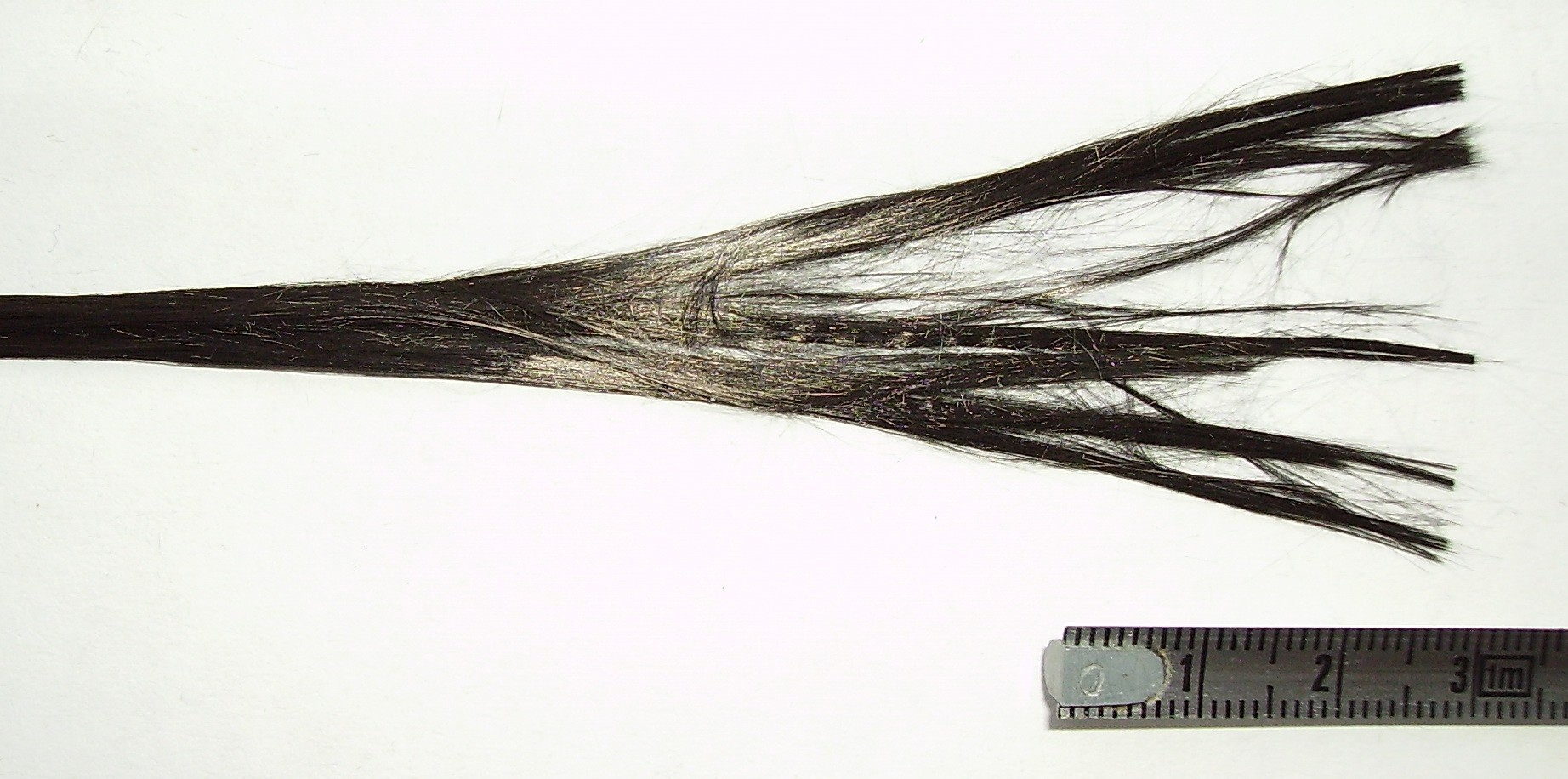
Fibra de carbón

Una fibra (en latín: fibra) es una sustancia natural o artificial que es significativamente más larga que ancha. Las fibras biológicas suelen ser proteínas alargadas también conocidas como proteínas fibrosas. Las fibras se utilizan a menudo en la fabricación de otros materiales tanto en la construcción como en la industria textil. Los materiales de ingeniería más resistentes a menudo incorporan fibras, por ejemplo, fibra de carbono y polietileno de peso molecular ultra alto.

## Fibras naturales
Las fibras naturales se desarrollan o se presentan en forma de fibra, e incluyen las producidas por plantas, animales y procesos geológicos. Se pueden clasificar según su origen:
- Las fibras vegetales se basan generalmente en arreglos de celulosa, a menudo con lignina: los ejemplos incluyen algodón, cáñamo, yute, lino, abacá, piña, ramio, sisal, bagazo y plátano. Las fibras vegetales se emplean en la fabricación de papel y textiles (telas), y la fibra dietética es un componente importante de la nutrición humana.
- La fibra de madera, que se distingue de la fibra vegetal, proviene de árboles. Las formas incluyen madera molida, corteza de encaje, pulpa termomecánica (TMP) y pulpas kraft o al sulfito blanqueadas o sin blanquear. El kraft y el sulfito se refieren al tipo de proceso de fabricación de pulpa que se utiliza para eliminar la lignina que une la estructura de madera original, liberando así las fibras para su uso en papel y productos de madera de ingeniería como el tablero de fibra.
- Las fibras animales consisten principalmente en proteínas particulares. Algunos ejemplos son la seda de gusano de seda, seda de araña, tendón, cátgut, lana, seda marina y pelo como la lana de cachemira, el mohair y la lana de angora, pieles como piel de oveja, conejo, visón, zorro, castor, etc.
- Las fibras minerales incluyen el grupo del amianto. El asbesto es la única fibra mineral larga de origen natural. Se han clasificado seis minerales como "amianto", incluido el crisotilo de la clase serpentina y los que pertenecen a la clase de los anfíboles: amosita, crocidolita, tremolita, antofilita y actinolita. Los minerales cortos, similares a las fibras, incluyen la wollastonita y la paligorskita.
- Las fibras biológicas, también conocidas como proteínas fibrosas o filamentos de proteínas, consisten principalmente en proteínas biológicamente relevantes y biológicamente muy importantes, en las que las mutaciones u otros defectos genéticos pueden provocar enfermedades graves. Algunos ejemplos son la familia de proteínas del colágeno, tendones, proteínas musculares como la actina, proteínas celulares como los microtúbulos y muchos otros, como seda de araña, tendones y cabello.[3]

## Fibras artificiales
Las fibras artificiales o químicas son fibras cuya composición química, estructura y propiedades se modifican significativamente durante el proceso de fabricación. En la moda, una fibra es una hebra o hilo de material largo y delgado que se puede tejer en una tela. Las fibras sintéticas se componen de fibras regeneradas y fibras sintéticas.

### Fibras semisintéticas
Las fibras semisintéticas se fabrican a partir de materias primas con estructura polimérica de cadena larga natural y solo se modifican y degradan parcialmente mediante procesos químicos, a diferencia de las fibras completamente sintéticas como el nailon (poliamida) o el dacrón (poliéster), que el químico sintetiza a partir de compuestos de bajo peso molecular mediante reacciones de polimerización (formación de cadenas). La primera fibra semisintética es la fibra regenerada de celulosa, el rayón. La mayoría de las fibras semisintéticas son fibras regeneradas con celulosa.

#### Fibras regeneradas de celulosa
Las fibras de celulosa son un subconjunto de fibras artificiales, regeneradas a partir de celulosa natural. La celulosa proviene de varias fuentes: rayón de fibra de madera de árbol, fibra de bambú de bambú, de algas, etc. En la producción de estas fibras, la celulosa se reduce a una forma bastante pura como una masa viscosa y se forma en fibras por extrusión a través de hileras. Por lo tanto, el proceso de fabricación deja pocas características distintivas del material de origen natural en los productos terminados.
Algunos ejemplos de este tipo de fibra son:
- Seda artificial
- Lyocell, una marca de rayón
- Modal
- Fibra de diacetato
- Fibra de triacetato

Históricamente, el diacetato y triacetato de celulosa se clasificaron bajo el término rayón, pero ahora se consideran materiales distintos.

### Fibras sintéticas
Las fibras sintéticas provienen completamente de materiales sintéticos como los petroquímicos, a diferencia de las fibras artificiales derivadas de sustancias naturales como la celulosa o las proteínas.
La clasificación de las fibras en plásticos reforzados se divide en dos clases: (i) fibras cortas, también conocidas como fibras discontinuas, con una relación de aspecto general (definida como la relación entre la longitud de la fibra y el diámetro) entre 20 y 60, y (ii) fibras largas, también conocidas como fibras continuas, la relación de aspecto general está entre 200 y 500.

#### Fibras metálicas
Las fibras metálicas pueden extraerse de metales dúctiles como el cobre, oro o plata y extruirse o depositarse a partir de otros más frágiles, como el níquel, el aluminio o el hierro. 

#### Fibra de carbono
LAs fibras de carbono se basan en polímeros carbonizados oxidados y mediante pirólisis como el PAN, pero el producto final es carbono casi puro.

#### Fibra de carburo de silicio
Las fibras de carburo de silicio son aquellas donde aproximadamente el 50% de los átomos de carbono están reemplazados por átomos de silicio, los llamados poli-carbo- silanos. La pirólisis produce un carburo de silicio amorfo, que incluye principalmente otros elementos como oxígeno, titanio o aluminio, pero con propiedades mecánicas muy similares a las de las fibras de carbono.

#### Fibra de vidrio
La fibra de vidrio, hecha de vidrio específico, y la fibra óptica, hecha de cuarzo natural purificado, también son fibras artificiales que provienen de materias primas naturales, fibra de sílice, hecha de silicato de sodio (vidrio soluble) y fibra de basalto hecha de basalto fundido.

#### Fibras minerales
Las fibras minerales pueden ser particularmente fuertes porque están formadas con un número bajo de defectos superficiales, el amianto es uno de los más comunes.

#### Fibras poliméricas
- Las fibras poliméricas son un subconjunto de fibras artificiales, que se basan en productos químicos sintéticos (a menudo de fuentes petroquímicas ) en lugar de surgir de materiales naturales mediante un proceso puramente físico. Estas fibras están hechas de:
  - Nailon de poliamida
  - Poliéster PET o PBT
  - Fenol-formaldehído (PF)
  - Fibra de cloruro de polivinilo (PVC) vinyon
  - Poliolefinas (PP y PE) fibra de olefina
  - Poliésteres acrílicos, fibras de PAN de poliéster puro se utilizan para fabricar fibra de carbono al tostarlas en un ambiente con poco oxígeno. La fibra acrílica tradicional se usa con mayor frecuencia como reemplazo sintético de la lana. Las fibras de carbono y las fibras de PF se consideran dos fibras a base de resina que no son termoplásticas, la mayoría de las demás se pueden fundir.
  - Las poliamidas aromáticas (aramidas) como Twaron, Kevlar y Nomex se degradan térmicamente a altas temperaturas y no se funden. Estas fibras tienen una fuerte unión entre las cadenas de polímeros.
  - Polietileno (PE), eventualmente con cadenas extremadamente largas / HMPE (Dyneema o Spectra).
  - Incluso se pueden usar elastómeros, por ejemplo, spandex, aunque las fibras de uretano están comenzando a reemplazar la tecnología del spandex.
  - Fibra de poliuretano
  - Elastolefina
- Las fibras coextruidas tienen dos polímeros distintos que forman la fibra, generalmente como un núcleo-revestimiento o uno al lado del otro. Existen fibras recubiertas, como las recubiertas de níquel para proporcionar eliminación de estática, las recubiertas de plata para proporcionar propiedades antibacterianas y las recubiertas de aluminio para proporcionar deflexión de RF para las partículas de radar. La paja de radar es en realidad un carrete de estopa de vidrio continuo que ha sido recubierto de aluminio. Un cortador de alta velocidad montado en un avión lo corta cuando sale de un avión en movimiento para confundir las señales de radar.

#### Microfibras
Las microfibras en los textiles se refieren a la fibra de sub-denier (como el poliéster estirado a 0,5 denier). Denier y Dtex son dos medidas de rendimiento de fibra basadas en peso y longitud. Si se conoce la densidad de la fibra, también tiene un diámetro de fibra; de lo contrario, es más sencillo medir los diámetros en micrómetros. Las microfibras en fibras técnicas se refieren a fibras ultrafinas (vidrio o termoplásticos fundidos por soplado) que se utilizan a menudo en la filtración. Los diseños de fibra más nuevos incluyen la extrusión de fibra que se divide en varias fibras más finas. La mayoría de las fibras sintéticas tienen una sección transversal redonda, pero los diseños especiales pueden ser huecos, ovalados, en forma de estrella o trilobulares. El último diseño proporciona propiedades ópticamente reflectantes. Las fibras textiles sintéticas a menudo se rizan para proporcionar volumen en una estructura tejida, no tejida o de punto. Las superficies de fibra también pueden ser opacas o brillantes. Las superficies opacas reflejan más luz, mientras que las brillantes tienden a transmitir luz y hacen que la fibra sea más transparente.
Las fibras muy cortas y / o irregulares se han denominado fibrillas. La celulosa natural, como el algodón o el kraft blanqueado, muestra fibrillas más pequeñas que sobresalen y se alejan de la estructura principal de la fibra.